# Arco de Septimio Severo
Este artículo trata sobre el arco en Roma. Para el que se encuentra en Palmira, véase arco de Triunfo de Palmira. Para el que encuentra en Dougga, véase arco de Septimio Severo de Dougga. Para el que hay en Leptis Magna, véase Leptis Magna.

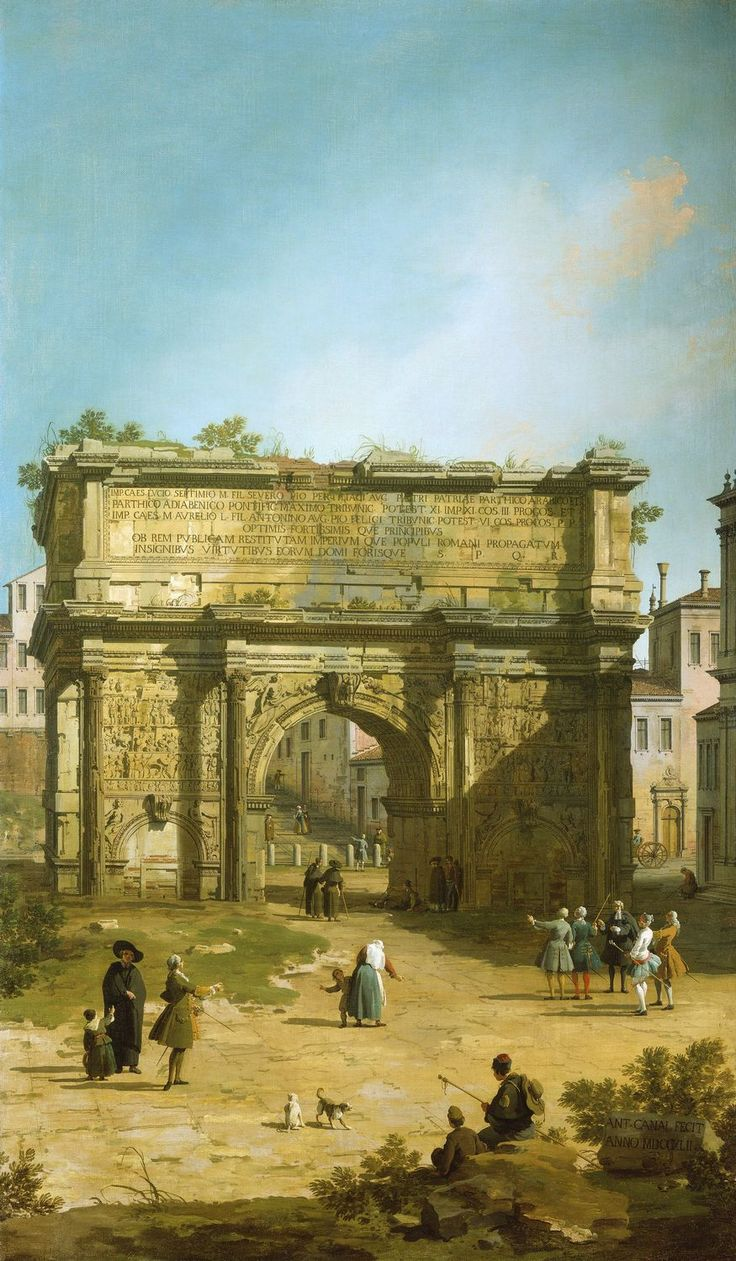
El arco de Septimio Severo pintado por Canaletto en 1742, antes de la excavación del Foro Romano (Colección Real, Reino Unido)

El arco de Septimio Severo (en italiano, Arco di Settimio Severo) es un antiguo arco de triunfo que se encuentra en Roma en el extremo noroeste del Foro Romano, a los pies de la colina del Capitolio, delante del templo de la Concordia, no lejos de la Curia Julia.
Fue erigido en 203 para glorificar las victorias militares del emperador Septimio Severo y sus hijos Geta y Caracalla sobre los partos, en las dos campañas de 194/195 y 197-199.
Tras la muerte de Septimio Severo, sus hijos Caracalla y Geta fueron inicialmente emperadores conjuntos. Caracalla hizo que asesinaran a Geta en el año 212; los recuerdos de Geta fueron destruidos y todas las imágenes o menciones de él se eliminaron de los monumentos y edificios públicos. Por ello, la imagen de Geta y las inscripciones que se referían a él se eliminaron del arco. 

## Descripción
El arco se alzó sobre una base de travertino a la que originariamente se accedía por escalones desde el antiguo nivel del Foro. Es una construcción en mármol blanco que consta de un arco principal encuadrado por otros dos pequeños arcos. El arco central tiene una bóveda semicircular rica en casetones. El arco tiene unos 23 metros de alto, 25 metros de ancho y 11,85 metros de profundidad.
Los tres arcos descansan sobre pilares, en frente de los cuales hay columnas compuestas sobre pedestales, separadas. Victorias aladas aparecen talladas en relieve en las enjutas. Una escalera en el pilar meridional lleva a la plataforma superior del monumento, donde había estatuas del emperador y sus dos hijos en una cuadriga, acompañados por soldados.
Las fachadas están ricamente decoradas por columnas y bajorrelieves. Bajo el ático de cada fachada está grabada una larga dedicatoria. Originalmente, las letras grabadas en huecos contenían letras en bronce hoy desaparecidas.
La arquitectura de este arco de triunfo sirvió de inspiración para muchos arcos triunfales, antiguos y modernos, como el arco de Constantino, así como éste lo fue del arco de Triunfo del Carrusel en París.

## Historia
El arco se alza cerca del pie de la colina Capitolina. Un tramo de escaleras originariamente llevaba al vano central, como aún se ve hoy en el arco de Trajano en Ancona. Para el siglo IV la erosión había elevado el nivel del Foro tanto que se tendió una carretera cruzando el arco por primera vez. Tanto cieno y desechos erosionados de las colinas que lo rodeaban se acumularon que el arco quedó cubierto hasta la base de las columnas. El daño causado por las ruedas medievales y el tráfico en la época moderna aún puede verse en las bases de las columnas, sobre los bajorrelieves de los zócalos.
Durante la Edad Media inundaciones repetidas del Foro inferior llevaron más sedimentos y escombros adicionales, al punto que cuando Canaletto lo pintó en 1742, sólo la mitad superior del arco estaba sobre el terreno. La condición bien conservada del arco se debe en gran medida a que fue incorporado a la estructura de una iglesia cristiana, entregada en el año 1199 por el papa Inocencio III a la iglesia de los Ss. Sergio y Baco. La mitad del arco perteneció a la familia Cimini, a quienes también se atribuye la conservación de la estructura (Claustrum Cimini). La fortaleza incluyó una torre que se encontraba en lo alto del propio arco. Cuando la iglesia se volvió a fundar en otro lugar, el arco siguió siendo propiedad eclesiástica y no se demolió para otra construcción.

## La dedicatoria
En la parte superior se encuentra una dedicatoria a Septimio Severo y a su hijo Caracalla. El nombre de su otro hijo, Geta, fue borrado por orden de Caracalla, quien tras la muerte de su padre asesinó a su hermano y mandó borrar su nombre de todos los monumentos. La inscripción (con la transcripción debajo) es la siguiente:

 IMP · CAES · LVCIO · SEPTIMIO · M · FIL · SEVERO · PIO · PERTINACI · AVG · PATRI PATRIAE  PARTHICO · ARABICO · ET 
 PARTHICO · ADIABENICO · PONTIFIC · MAXIMO · TRIBUNIC · POTEST · XI · IMP · XI · COS · III · PROCOS · ET 
 IMP · CAES · M · AVRELIO · L · FIL · ANTONINO · AVG · PIO · FELICI · TRIBUNIC · POTEST · VI · COS · PROCOS · (P · P · 
OPTIMIS · FORTISSIMISQVE · PRINCIPIBUS) 
 OB · REM · PVBLICAM · RESTITVTAM · IMPERIVMQVE · POPVLI · ROMANI · PROPAGATVM · INSIGNIBVS · VIRTVTIBVS · EORVM · DOMI · FORISQVE · S · P · Q · R

Imp(eratori) Caes(ari) Lucio Septimio M(arci) fil(io) Severo Pio Pertinaci Aug(usto) patri patriae  Parthico Arabico et 
Parthico Adiabenico pontific(i) maximo tribunic(ia) potest(ate) XI imp(eratori) XI, co(n)s(uli) III proco(n)s(uli) et 
 imp(eratori) Caes(ari) M(arco) Aurelio L(ucii) fil(io) Antonino Aug(usto) Pio Felici tribunic(ia) potest(ate) VI co(n)s(uli) proco(n)s(uli) (p(atri) p(atriae)
 optimis fortissimisque principibus) 
 ob rem publicam restitutam imperiumque populi Romani propagatum   insignibus virtutibus eorum domi forisque S(enatus) P(opulus) Q(ue) R(omanus).

En español:
"Al emperador César Lucio Septimio Severo Pío Pertinax Augusto Pártico Arábico Pártico Adiabénico, hijo de Marco, padre de su patria, pontífice máximo, en el año undécimo de su poder tribunicio, en el undécimo año de su gobierno, cónsul tres veces, y procónsul, y al emperador César Marco Aurelio Antonino Augusto Pío Feliz, hijo de Lucio, en el sexto año de su poder tribunicio, cónsul, y procónsul (padres de su patria, los emperadores mejores y más valientes), con motivo de la república restaurada y el gobierno del pueblo romano dispersado por sus sobresalientes virtudes en casa y en el extranjero, el Senado y el Pueblo de Roma  (sc. dedican este monumento)".
Septimio Severo gobernaba juntamente como emperador con su hijo Caracalla (Marco Aurelio Antonino) cuando el arco fue dedicado. La sección entre paréntesis en el medio es texto que reemplazó una referencia original a su otro hijo Geta, que fue eliminado por la damnatio memoriae de Geta por Caracalla.

## Galería

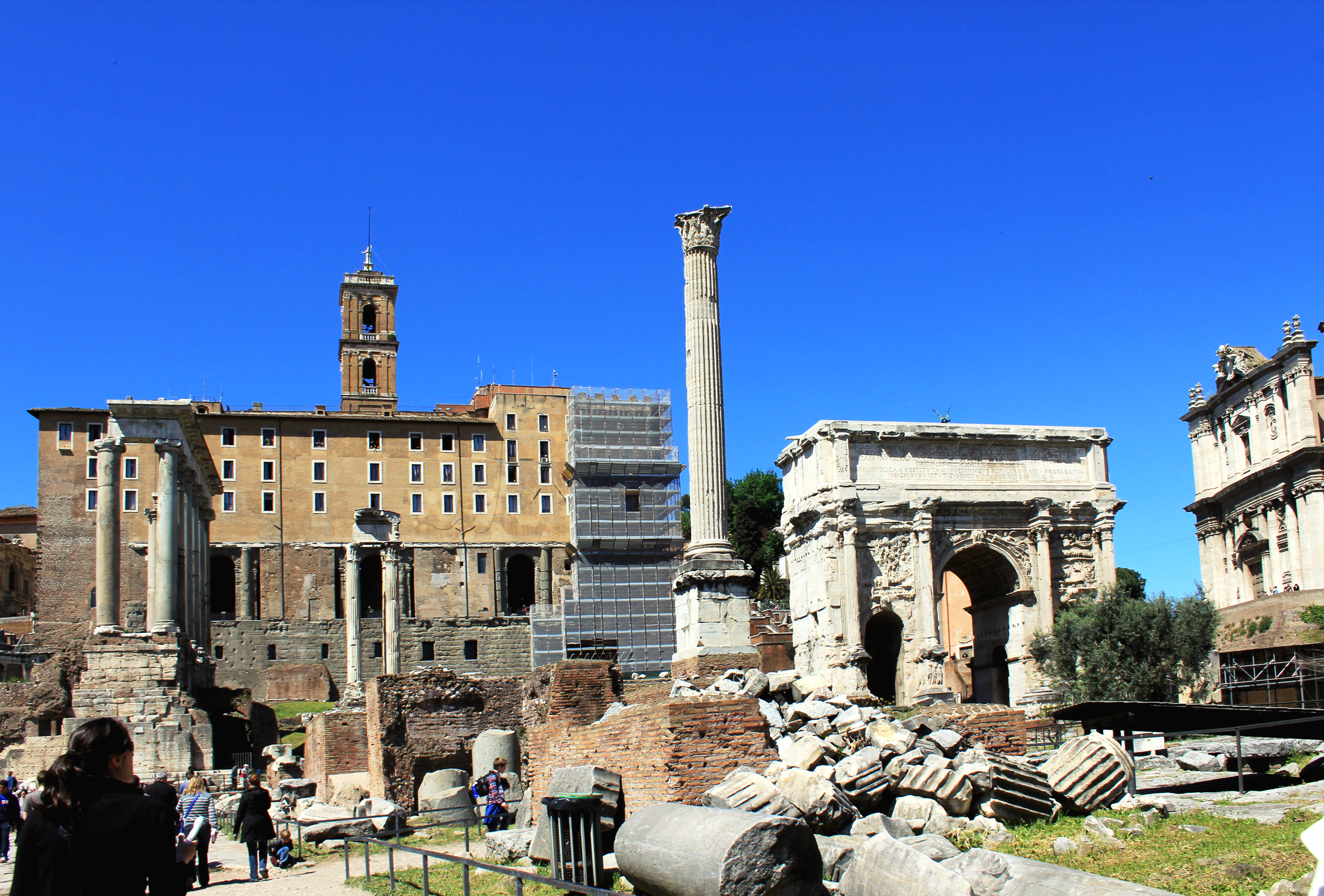
La Columna de Focas con el arco en el fondo
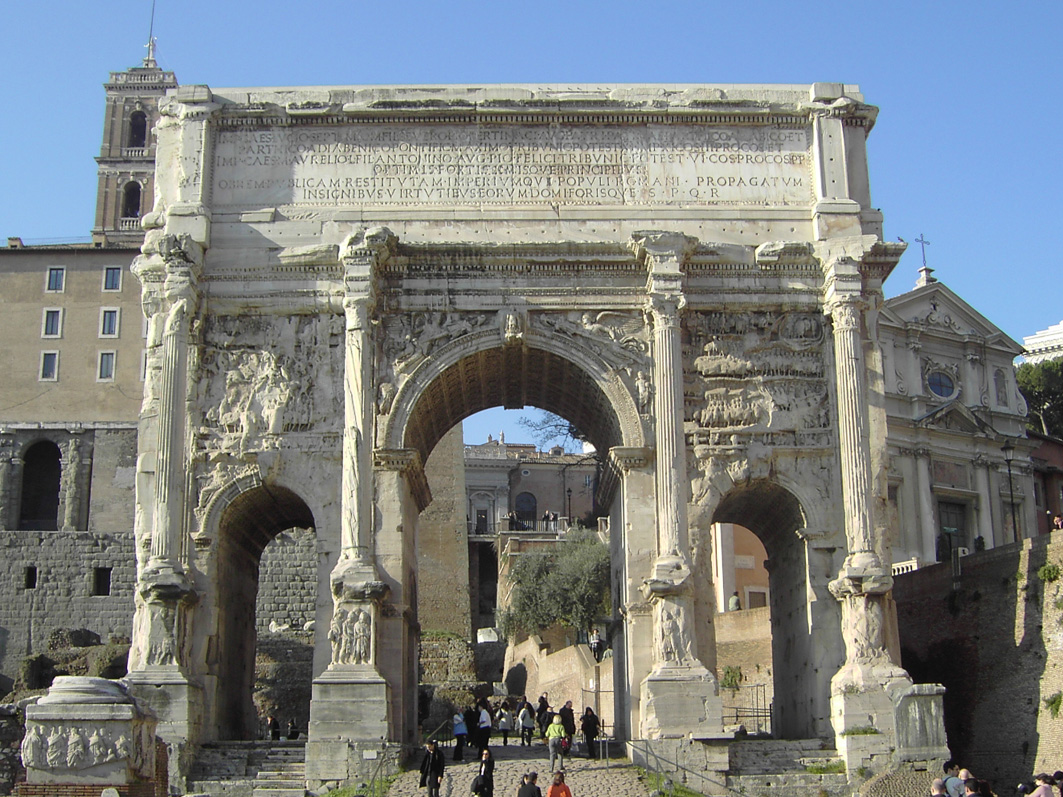
Vista frontal
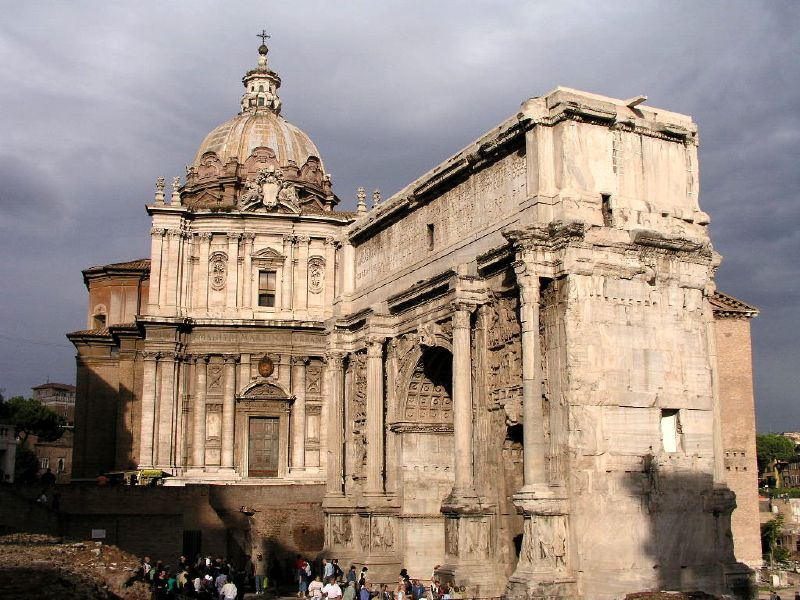
La iglesia de Santos Luca y Martina junto al arco
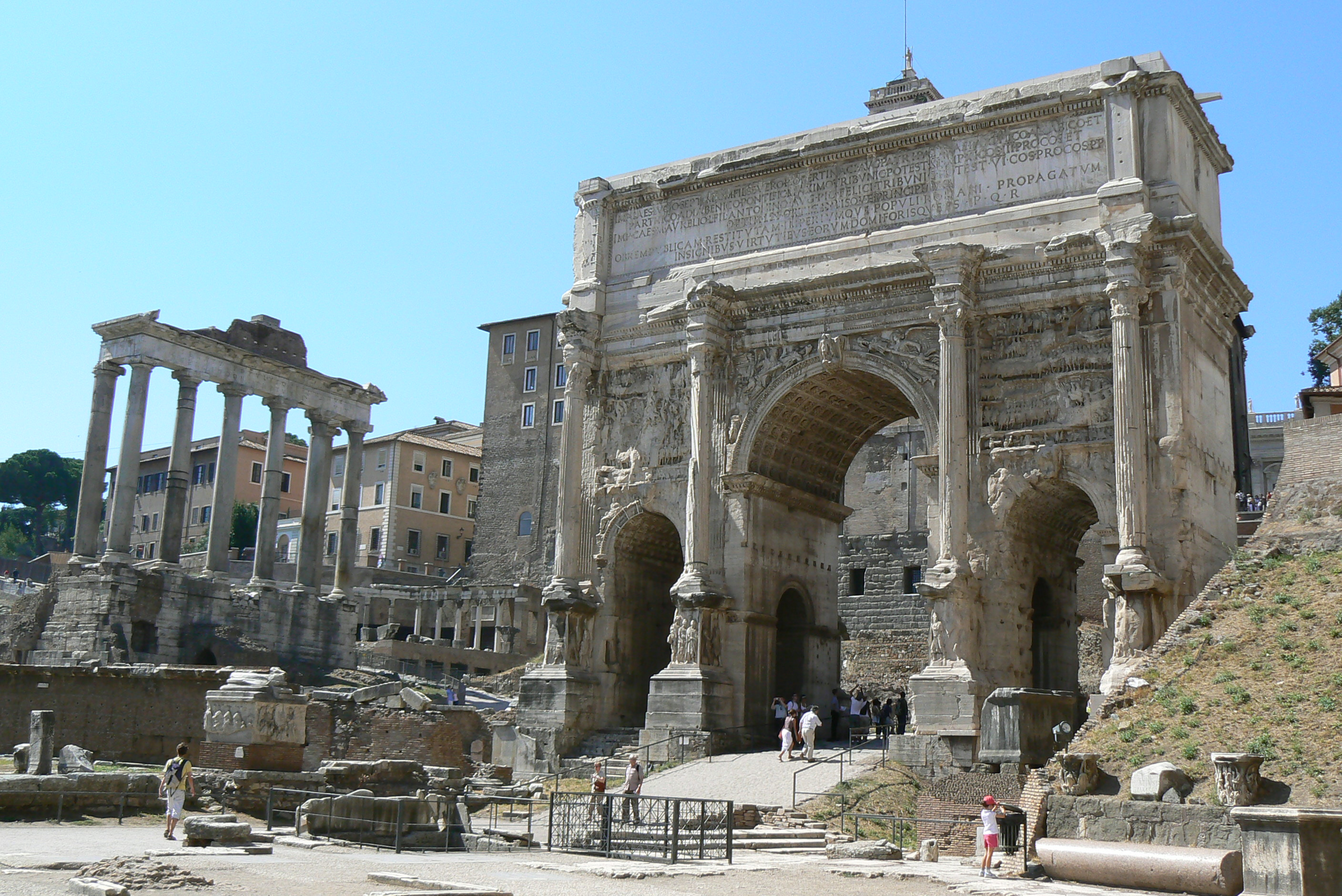
El arco con el Templo de Saturno en el fondo
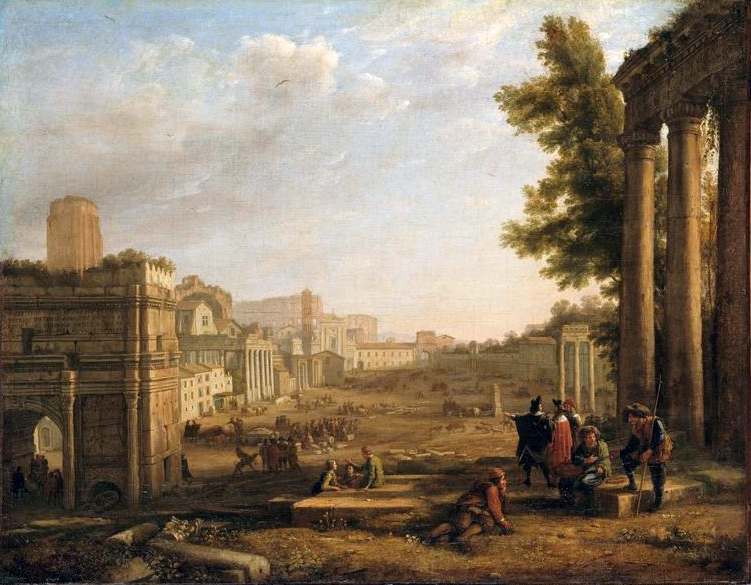
El Campo Vaccino (1636), de Claudio de Lorena, Museo del Louvre, París